# Edemar Cid Ferreira
Edemar Cid Ferreira ComMM (Santos, 31 de maio de 1943 — São Paulo, 13 de janeiro de 2024) foi um economista e banqueiro brasileiro, notado principalmente como dirigente do Banco Santos, cuja falência fraudulenta foi decretada em 20 de setembro de 2005, e por sua extensiva coleção de arte.

## Carreira
Ferreira ingressou no Banco do Brasil 1963, e em 1964 ganhou uma bolsa de estudos da Conferência das Nações Unidas sobre Comércio e Desenvolvimento (UNCTAD) para aperfeiçoamento em marketing de exportação de manufaturados, e por meio desta realizou estágios na Austrália, Nova Zelândia, Canadá e Japão. Nesta época já escrevia semanalmente artigos para o editorial de economia d'O Estado de S. Paulo, à época sob o comando de Frederico Heller, um dos pioneiros do jornalismo econômico brasileiro. Formou-se bacharel em economia pela Universidade Presbiteriana Mackenzie.
Em 1968, comprou em leilão o título patrimonial da Bolsa de Valores de Santos, que lhe permitiu adquirir, em 1969, uma carta patente para operar a Santos Corretora de Cambio e Valores, que chegou a ser uma das maiores operadoras de câmbio de café do país. Mais tarde essa empresa daria origem ao Banco Santos S/A, que em 1989 recebeu a carta patente de Banco Múltiplo. Este trâmite durou de 1989 a 1994, quando passou a operar o Banco Santos S/A. Na sequência, a instituição cresceu em média 18% ao ano sobre seu patrimônio líquido, crescimento que a impulsionou da 125ª posição, em 1994, para a 7ª posição no ranking dos maiores bancos privados de capital nacional, em 2004. Nessa época o Banco Santos já era o 12º banco do país.
Após descobrir que a situação financeira do banco vinha se deteriorando rapidamente e que o déficit patrimonial (diferença entre dívidas e os bens e créditos) seria de R$ 700 milhões, o Banco Central do Brasil (BC) afastou Edemar Cid Ferreira e demais diretores do controle da instituição, nomeando Vanio César Aguiar como interventor. Nessa época, os correntistas do banco tiveram saques limitados a R$20 mil para contas à vista e cadernetas de poupança. Os demais recursos ficaram bloqueados à espera de que fosse encontrada uma solução para a instituição financeira. No entanto, as novas informações obtidas pelo interventor levaram o BC a recalcular o rombo na instituição, que seria de R$ 2,2 bilhões, e não de R$ 700 milhões como era inicialmente previsto quando da intervenção. Diante desse novo quadro, o interventor e representantes dos antigos controladores do Banco Santos não foram capazes de elaborar um plano que permitisse sua reabertura - que poderia incluir a venda de seus ativos e agências para outra instituição financeira, por exemplo. Com isso, o BC decidiu decretar a liquidação da instituição.

## Vida pessoal
Ferreira tem três filhos: Rodrigo, filho de seu primeiro casamento, Eduardo e Leonardo, frutos de seu segundo casamento (1978), com Marcia Cid Ferreira.

### Morte
Morreu em 13 de janeiro de 2024, aos 80 anos, em casa, na capital paulista, de enfarte agudo do miocárdio.

## Prisão e Acusações

### Prisão em 2006
O ex-banqueiro foi preso pela primeira vez em 26 de maio de 2006, pela Polícia Federal em São Paulo, em cumprimento de mandado de prisão preventiva decretado pelo juiz da 6ª Vara Criminal Federal de São Paulo, Fausto de Sanctis.
Edemar Cid Ferreira e outros 18 ex-dirigentes do Banco Santos foram denunciados pelo Ministério Público Federal por lavagem de dinheiro, formação de quadrilha e gestão fraudulenta. Edemar e o ex-superintendente do banco, Mário Arcângelo Martinelli também estão sendo processados por manter contas ilegais no exterior.
Começou a travar a batalha para a concessão de habeas-corpus para responder o processo em liberdade e vários foram negados, Edemar ficou na Custodia da Policia Federal em São Paulo e transferido para a cadeia de presos provisórios em Guarulhos, por ter curso superior e por ser uma pessoa publica, para manter sua integridade, foi transferido para uma penitenciária especial no interior de São Paulo na cidade de Tremembé (140 km de São Paulo).
Edemar Cid Ferreira consegue ganhar liberdade provisória no dia 22 de Agosto de 2006 decisão é da 2ª Turma do Supremo Tribunal Federal, por maioria de quatro votos a um, ao retomar o julgamento do caso com o voto do ministro Cezar Peluso.
No dia 12 de dezembro de 2006, Edemar Cid Ferreira e seu filho Rodrigo Rodrigues de Cid Ferreira foram presos pela Polícia Federal em cumprimento de prisão preventiva determinada pelo juiz da 6ª Vara Federal de São Paulo, Fausto Martin de Sanctis. Levados para a Polícia Federal, sendo novamente transferidos para a cadeia de Guarulhos e no dia seguinte, retornaram para o presídio especial na cidade de Tremembé.
Edemar foi condenado a 21 anos de prisão e o seu filho a 16 anos, pelos crimes previstos nos artigos 4º, 20º e 22º da Lei 7 492/1986 (Crime contra o Sistema Financeiro), artigo 1º, incisos 6º e 7º da Lei 9 613/98 (Lavagem de Dinheiro), combinado com o parágrafo 4º da mesma Lei e Lei 9 034/95 (Crime Organizado), mais o artigo 288 do Código Penal (Formação de Quadrilha) e no dia 28 de dezembro de 2006, é concedido para Edemar seu filho liberdade provisória pelo STF (MED. CAUT. EM HABEAS CORPUS 90.348-7 SÃO PAULO)
A Justiça de São Paulo determinou no dia 23 de fevereiro de 2015 que a mansão do ex-banqueiro Edemar Cid Ferreira fosse levada a leilão por valor mínimo de R$ 116,5 milhões. O despacho aponta as características da mansão localizada na Rua Gália - Jardim Everest, Morumbi, Zona Oeste da cidade de São Paulo: projeto arquitetônico assinado por Ruy Ohtake, projeto de interiores de Peter Marino e Ingo Mauer e paisagismo de Burle Marx. O apartamento de 3 mil metros quadrados que fica na Praia Grande de Edemar Cid Ferreira, do falido Banco Santos, é vendido por R$ 78 milhões. O imóvel foi avaliado inicialmente por R$ 110 milhões, mas só foi arrematado após quatro leilões
Segundo o documento, a mansão tinha automação completa gerenciada por sistema eletrônico: controle remoto da sonorização, sistemas de vídeo, sistemas de iluminação e de segurança. Além disso, todos os ambientes eram climatizados por sistemas centrais de ar-condicionado.

### Lista Internacional de Corrupção do Banco Mundial em 2012
No dia 15 de junho de 2012, Edemar foi um dos quatro Brasileiros listados, juntamente com o então Deputado Paulo Maluf e o banqueiro Daniel Dantas, pelo Banco Mundial em uma lista de 150 casos internacionais de corrupção. O projeto do Banco Mundial chamado de "The Grand Corruption Cases Database Project" contém casos em que foram comprovadas movimentações bancárias de pelo menos 1 milhão de dólares. Na Ocasião Edemar declarou sobre o episódio "as constatações, interpretações e conclusões expressas no banco de dados não refletem necessariamente a opinião dos diretores executivos do Banco Mundial ou dos governos que eles representam"

## Relação com o mundo das artes
Desde sua juventude, é um apaixonado por música, arte e documentos históricos. Foi enquanto trabalhava no mundo das finanças que passou a colecionar obras importantes, como também a buscar entender e admirar obras de arte, adquirindo cada vez mais conhecimento nessa área, estudando e pesquisando.
Foi amigo de Patrícia Galvão, a Pagú, e acompanhou o início da carreira do conterrâneo Plínio Marcos, atuando em Barrela, sua primeira peça.
Foi convidado por Alice Carta a fazer parte da Associação Patronos do Teatro Municipal de São Paulo, à época dirigido por Emilio Kalil. Associação que reunia empresários e mecenas, com o objetivo de buscar recursos e trazer para o Teatro Municipal de São Paulo, o que de melhor houvesse mundialmente. Foram dezenas de espetáculos sob a presidência e liderança do José Ermirio de Moraes Filho. Edemar foi vice-presidente junto com os demais diretores como Ivo Rosset, Marcos Arbaitman, Gregório Krammer, Atilio Baschera, Ricardo Gribel.
Em 1992, foi eleito para o Conselho de Administração da Fundação Bienal de São Paulo.
Em 1993, assumiu a Presidência da Fundação Bienal. Sua primeira realização foi uma “Exposição de Fotojornalismo 1985-1990”, que reuniu em uma mostra inédita algumas das principais fotos de dezenas de fotógrafos – jornalistas, representantes de mais de vinte publicações do país.
Ainda em 1993, junto com o Instituto de Arquitetos do Brasil, IAB, foi realizada a segunda Bienal de Arquitetura no prédio da sede parque do Parque Ibirapuera.
Em 1994 esteve à frente da realização da 22ª Bienal e, em 1996, da 23ª Bienal de São Paulo. Ainda hoje considerada histórica por especialistas. Nelson Aguilar foi o curador das duas mostras. Foram cridas “salas especiais” para a exposição de grandes artistas para atrair o público. Grandes coleções foram apresentadas como Malevitch, Picasso, Matisse, Mondrian, Torres Garcia, Basquiat, Cy Twombly, Lucio Fontana, Andy Warhol e muitos outros; junto com dezenas de artistas brasileiros para exporem na consolidada Bienal de Veneza da qual foi o responsável pelo Pavilhão do Brasil por seis anos.
Era 1997 quando deixou a presidência da Fundação Bienal de São Paulo para preparar a exposição Brasil 500 anos, comemorativa dessa data, que ocorreu em 2000 e ocupou 60 mil m² e a maioria dos prédios do Ibirapuera. Fundou a Associação Brasil 500 Anos, completamente separada da Fundação Bienal, tanto física como financeiramente. Importante ressaltar que foi nesse período que, juntamente com o arquiteto Paulo Mendes da Rocha e sob a orientação do seu criador, seu amigo arquiteto Oscar Niemeyer, reformou a OCA. A OCA, um prédio fechado há 14 anos e em estado deplorável de conservação. Transformou a OCA no mais bem instalado espaço expositivo da America Latina. A reforma da Oca custou o equivalente a US$20 milhões.
A Brasil Connects trouxe ao país algumas das maiores e mais significativas exposições de arte, e todas elas foram realizadas na OCA. “Os guerreiros de Xi’an e os Tesouros da Cidade Proibida“, “Parade” (com o acervo do Museu de Arte de Paris), “Picasso” (com o acervo do Museu Picasso de Paris), “A Arte Russa” (com o acervo do Museu de Arte Russa), “Splash” (com o acervo de arte inglesa Tate Gallery e Tate Modern), “Fashion Passion” (com as mais importantes peças do Museu de Arte Decorativa, do Louvre), todas inesquecíveis.
No Museu Guggenheim, em Nova Iorque, durante seis meses, e a maior até então de um país estrangeiro, ocupou todo o prédio. Nos espaços da Cidade Proibida, em Pequim, que pela primeira vez se abria para receber uma exposição estrangeira. Nos museus de Paris, Jeu de Paume e Petit Palais. Em Oxford, no mais antigo museu do mundo, o Ashmolean e no Museu de Arte Contemporânea. Em Cambridge, no Fitzwilliam Museum. No Gulbenkian, em Lisboa.
Ao mesmo tempo em que esses fatos se davam, chamando a atenção do mundo, e o orgulho da sociedade, sempre com grande destaque da imprensa, o Banco Santos despontava como o que mais havia crescido no país durante os dez anos no período entre 1993 a 2003, em relação a todos os demais bancos estrangeiros, grandes e médias instituições bancárias. Este desempenho está registrado, no capítulo reservado ao Banco Santos no livro escrito por Carlos Corradi em “Histórias dos Bancos no Brasil”.
Em 2003, foi homenageado como Personalidade de Vendas do Ano, pela Associação dos Dirigentes de Vendas e Marketing do Brasil (ADVB), por ter “implementado conceitos modernos de administração, que proporcionaram ao Banco Santos e às empresas do grupo um crescimento ímpar”, conforme consta no site da entidade, que há mais de 40 anos vem homenageando personalidades como Victor Civita (1965), Abílio Diniz (1971), Roberto Marinho (1986) e Luiz Fernando Furlan (1999).
No mesmo ano de 2003, foi destaque na revista Isto É, na categoria Cultura, por divulgar o patrimônio cultural do País, recebeu ainda no mesmo ano a Medalha Tiradentes da Assembléia Legislativa do Rio de Janeiro, pelos serviços prestados nas áreas do Desenvolvimento Econômico, Cultura e aproximação entre os povos. Em outubro de 2003, Edemar foi condecorado pelo presidente Luiz Inácio Lula da Silva com a Ordem do Mérito Militar no grau de Comendador especial.
Por conta dos expressivos recursos despedidos no campo das artes tornou-se uma celebridade presente em colunas sociais, recebendo condecorações e desempenhando funções em diversas entidades institucionais, entre os quais, estão os de Oficial do Quadro do Conselho da Ordem do Mérito Naval; Conselheiro da Sociedade Amigos do Museu da Casa Brasileira; membro do Conselho Diretor da Federação Brasileira das Associações de Bancos (Febraban); membro do Fórum de Líderes da Gazeta Mercantil; Conselheiro do Hospital do Câncer; membro do Conselho de Administração da Fundação Bienal; membro Correspondente da Academia Maranhense de Letras; Conselheiro de Honra da Fundação Bienal de São Paulo; membro do Comitê Internacional do Museu de Arte Decorativa do Louvre em Paris; membro do Conselho da Fundação Anchieta da TV Cultura de São Paulo; Chevalier de Artes e de Letras da França no grau de comendador; Medalha Simon Bolívar do Governo da Colômbia; Medalha conferida pelo Itamaraty – Ministério das Relações Exteriores, no grau de comendador; Medalha Joaquim Nabuco da Fundação de mesmo nome de Pernambuco; entre outras colocações. 